# Bazilišek

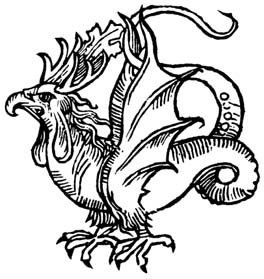
Bazilišek, německý dřevoryt (1510)

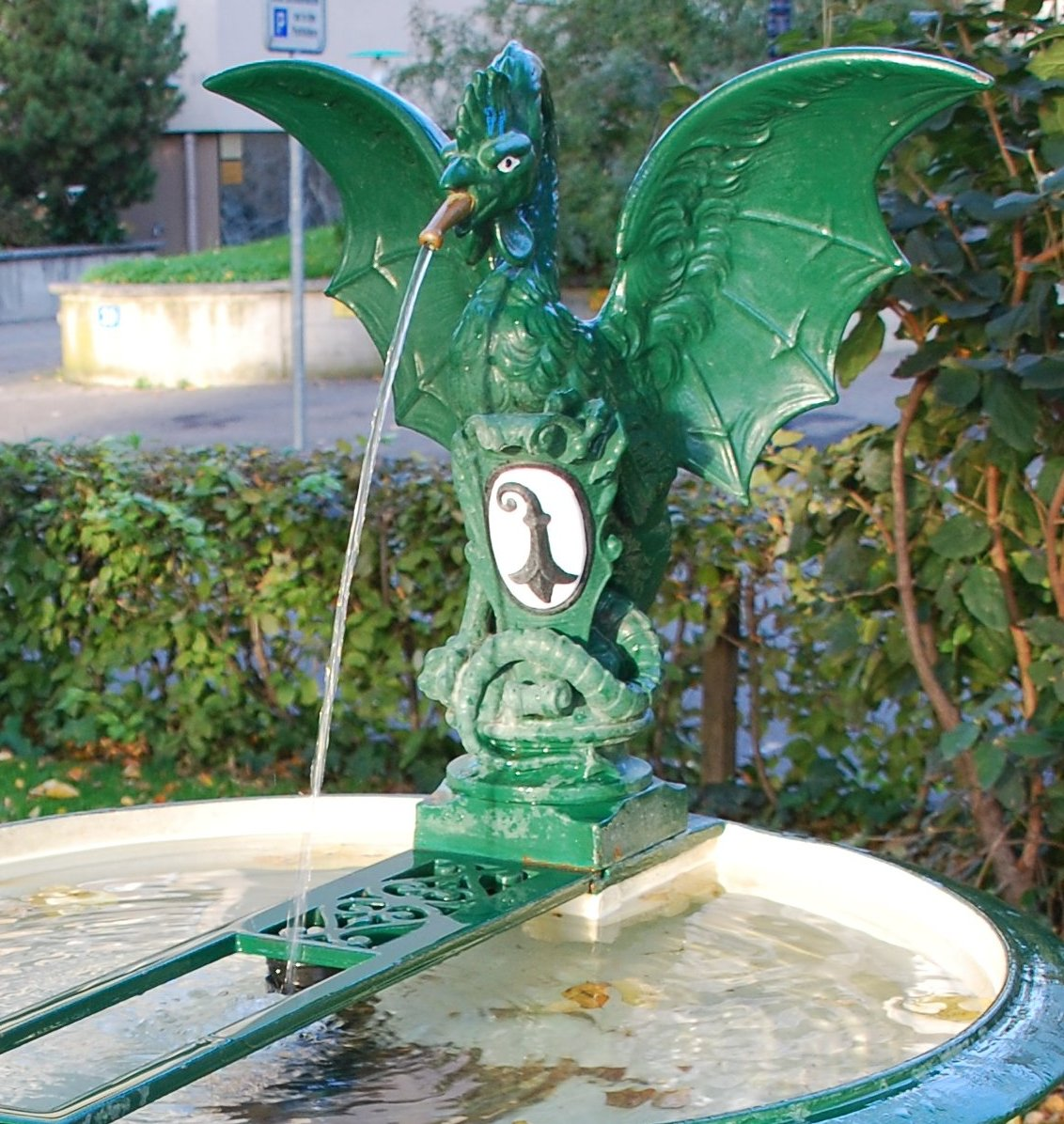
Fontána ve tvaru baziliška ve městě Basilej

Bazilišek je mytický tvor. Označení pochází z řeckého basiliskos (βασιλίσκος) – „malý král“ nebo „králíček“, který vznikl zdrobněním řeckého slova basileús (βασιλεύς) – „král“. V latině se používá označení regulus – „malý král“.

## Antická podoba baziliška
Přestože se bazilišek vyskytuje poprvé již v řecké mytologii, přesnější popis máme až z prvního století z Naturalis historia (Gaius Plinius Secundus roku 77).
Podle antického mínění je bazilišek méně než 12 palců (asi 30 cm) dlouhý had, který má na své hlavě bílý diadém. Baziliška vždy nalezneme na poušti, a to díky jeho destruktivním schopnostem, kterými z jakékoli krajiny za pár chvil vytvoří poušť. Proto se jeho domovskou zemí stala Kyrenaika, římská provincie nalézající se v dnešní Libyi. Všichni hadi slyší na jeho syčení, je tedy jakýmsi vládcem hadů. Bazilišek se ale na rozdíl od nich pohybuje ve vertikálním směru se vztyčenou hlavou. Jeho dech rozbíjí skály a spaluje trávu. Kromě toho všeho je bazilišek nejjedovatějším tvorem vůbec. Tradovalo se, že pokud je bazilišek probodnut kopím jezdce na koni, tak je otráven nejen jezdec, ale i kůň. V některých, ovšem pozdějších, interpretacích má bazilišek schopnost svým pohledem zabíjet nebo měnit v kámen živé bytosti.
Jiné antické prameny uvádějí, že bazilišek může být překonán pomocí zrcadla. V tomto výkladu má bazilišek schopnost smrtícího pohledu. Podle některých údajů bazilišky odpuzuje routa nebo levandule.
Další možností jak překonat jakéhokoli baziliška je přivést do jeho doupěte lasičku (méně často lišku). Šelmy se v přítomnosti baziliška zmocní bojové šílenství. Začne s baziliškem zápasit a nepřestane, dokud ji bazilišek neusmrtí nebo dokud ho nekousne. Toto kousnutí je pro baziliška smrtelné, zatímco lasička je jediným tvorem, na kterého nepůsobí baziliščí jed. Tento motiv se objevuje i ve fantasy. Pravděpodobně se jedná o určitou reminiscenci na asijské a africké promyky, které loví jedovaté hady včetně kober.

### Využití trofejí z baziliška
- Baziliščí kůže se používala jako prostředek k odpuzování hadů a pavouků. (Apollónův chrám)
- Popel z baziliška měl sloužit k proměně stříbra ve zlato.

## Bazilišek ve středověku
Řecký spisovatel Claudius Aelianus ve svém díle De Natura Animalium (175–235) poprvé uvedl, že je pro baziliška smrtelné kohoutí zakokrhání. To mělo později zásadní dopad jak na baziliškův vzhled, tak na chování poutníků, kteří si s sebou na cesty brali kohouta, aby je ochránil.

### Zrození baziliška
Postupem času byla vymýšlena spousta verzí baziliškova příchodu na svět. S tím se měnil i baziliškův vzhled z čistě hadí podoby do podoby chimérické. Výsledná středověká podoba zrodu vznikla skloubením předchozích teorií.
Baziliščí vajíčko snese sedmiletý kohout do hromady hnoje v době, kdy je na obloze vidět Sirius. Toto vajíčko nemá běžnou skořápku, ale jen tenkou kožnatou membránu, a musí být vysezeno ropuchou.

### Korejský bazilišek
Tvor podobný bazilišku zvaný gye-lyong „kohoutí drak“ je znám v korejské mytologii, vůči lidem se však chová laskavě. Bývá zobrazován jak táhne vozy nesmrtelných nebo božstev. Podle jednoho korejského mýtu se pramatka dynastie Silla vylíhla z vejce tohoto tvora. S jeho pojmenováním souvisí i název korejského města Kjerjong.

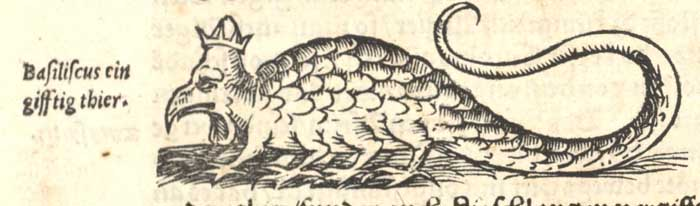
Bazilišek od Sebastiana Münstara (1544)
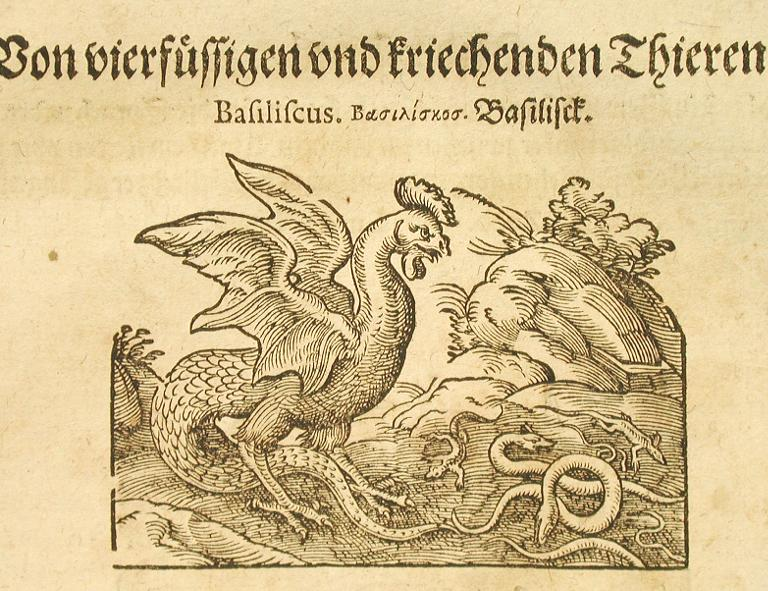
Bazilišek z upraveného německého překladu Naturalis historia od Johanna Heidena ilustrovaného Jostou Ammanem (1584)
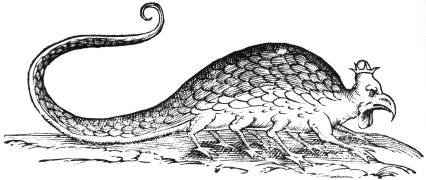
Dřevoryt Baziliška od Ulisse Aldrovandiho v Monstrorum historia (1642)
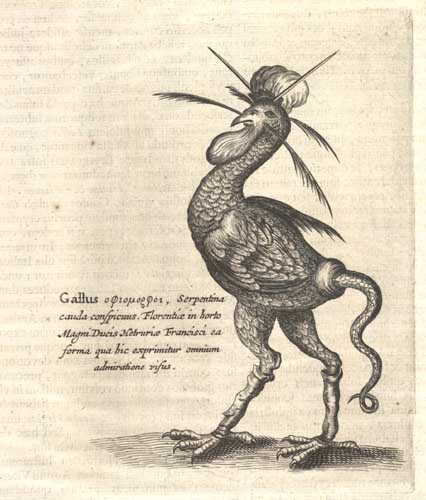
Bazilišek od Athanasia Kirchera (1664–1665)
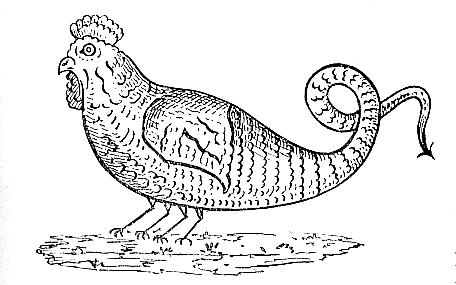
Bazilišek z kroniky Bürgermeisterdieners od Johannese Janssena z Cách (1748)

## V literatuře
Bazilišek se poprvé v angličtině objevuje v roce 1382 v překladu Bible (Starý zákon), a to hned několikrát (překlad – John Wyclif) – například v knize Izaijáš 11:8 (Starý Zákon). Toto slovo překládá hebrejské tziph'oni (zebona). V pozdějších revidovaných překladech je však nahrazeno slovem zmije. U nás v českém ekumenickém i kralickém překladu je dodnes užíváno slovo bazilišek. Správný překlad z hebrejštiny je však pravděpodobně hyena.
Často se objevuje v současné literatuře žánru fantasy, kde hraje většinou zápornou úlohu jako nebezpečný a krutý protivník. Mezi nejznámější knihy, v nichž se vyskytují bazilišci, patří Harry Potter a Tajemná komnata od J. K. Rowlingové, kde bazilišek je had dosahující gigantických rozměrů, či Mluvicí balík Geralda Durrella, kde vystupují bazilišci jako krutá a zlá rasa, která chce ovládnout říši Mytologii.